# 트럼프 인터내셔널 호텔 앤드 타워 (시카고)
트럼프 인터내셔널 호텔 앤드 타워(Trump International Hotel and Tower)는 미국 일리노이주 시카고에 있는 마천루이다. 시카고 강에 위치한 미시간호가 내려다 보이는 위치이다. 빌딩의 이름은 개발자인 미국의 부동산 재벌 도널드 트럼프의 이름을 따서 명명되었다. 2005년 착공하여, 2009년 완성했다. 92층 건물에 첨탑을 포함한 정상부까지 415.1m, 처마 높이가 356.6m이다. 상업 시설, 주차장, 호텔 등이 들어서 있다.

## 같이 보기
- 트럼프 빌딩 - 뉴욕의 트럼프 빌딩은 1930년부터 1930년까지 세계 최고층 건물이었다.